# Giornata del ricordo dell'olocausto di Rom e Sinti
La Giornata del ricordo dell'olocausto di Rom e Sinti (nota con vari nomi leggermente diversi) il 2 agosto commemora le vittime del Porrajmos, lo sterminio di Rom e Sinti da parte della Germania nazista e dei suoi alleati durante la seconda guerra mondiale. 
La data è stata scelta perché nella notte fra 2 e 3 agosto 1944 2987 Rom, soprattutto donne, bambini e anziani, furono uccisi nel "Lager delle famiglie zingare" (Zigeunerfamilienlager) nel campo di concentramento di Auschwitz. Il numero totale di persone uccise nel genocidio è stimato fra le 220.000 e le 500.000. Alcuni paesi hanno scelto di commemorare il genocidio in date diverse.

## Istituzione e commemorazione

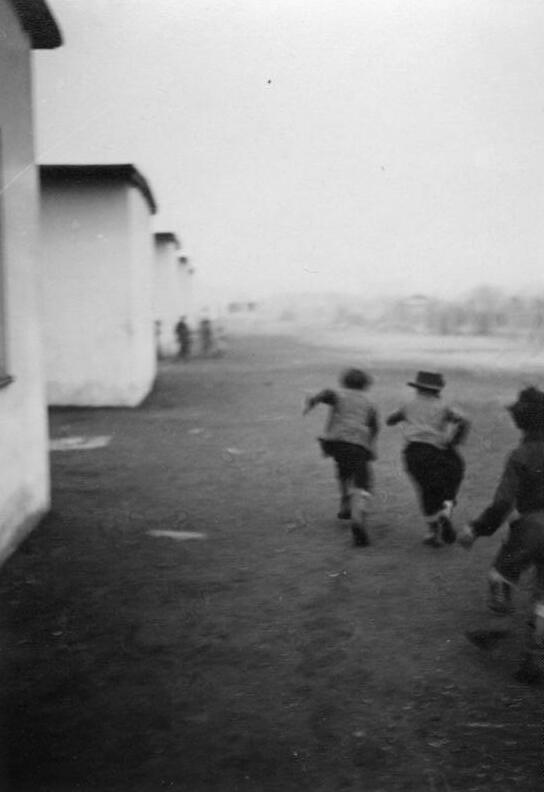
Bambini Rom che giocano in un campo di concentramento a Düsseldorf, nel 1937

Nel 2004 la Verchovna Rada (il parlamento dell'Ucraina) ha adottato una risoluzione sulla commemorazione della Giornata internazionale della memoria dell'Olocausto dei Rom.
Nel 2009 il Congresso nazionale dei Rom serbo (Romski Nacionalni Savet) e l'Unione Internazionale Romaní hanno proposto l'introduzione del Giorno della memoria dell'Olocausto contro i Rom/Porajmos.
Nel 2011 la Polonia ha istituito, con una risoluzione parlamentare, la Giornata della memoria del genocidio di Rom e Sinti (Dzień Pamięci o Zagładzie Romów i Sinti). Anche Croazia, Repubblica Ceca, Lituania e Slovacchia osservano il 2 agosto come Giornata della memoria del genocidio di Rom e Sinti.
Il 15 aprile 2015 il Parlamento europeo ha dichiarato "che si dovrebbe istituire una giornata europea per la commemorazione delle vittime del genocidio dei rom durante la Seconda guerra mondiale e che questa giornata dovrebbe intitolarsi Giornata europea di commemorazione dell'olocausto dei rom".
Anche il Consiglio d'Europa organizza commemorazioni.

## Altre date
Finlandia, Germania, Irlanda, Italia, Lettonia, Portogallo, Slovenia, Spagna e Svezia commemorano il genocidio di Rom e Sinti il 27 gennaio, Giorno della Memoria. La Repubblica Ceca ha quattro date: 2 agosto, 7 marzo, 13 maggio e 21 agosto. La Lettonia ha tre date: 27 gennaio, 8 aprile e 8 maggio.
In Serbia viene commemorato il 16 dicembre, "in ricordo di quella data del 1942, quando Himmler ordinò la deportazione sistematica dei Rom nei campi di concentramento e il loro sterminio".